# 冯世良
冯世良（1945年—），满族，中华人民共和国政治人物、第十一届全国政协委员。
加入中国致公党，担任辽宁省糖尿病治疗中心院长、沈阳市糖尿病研究所所长。2008年，当选第十一届全国政协委员，代表医药卫生界，分入第四十六组。